# Esdeveniment impossible
En matemàtiques i més concretament en estadística i teoria de la probabilitat, un esdeveniment impossible és el que mai no es realitza. Per tant, és un esdeveniment x amb probabilitat zero, és a dir Pr(x) = 0.
Un esdeveniment impossible no representa un concepte tan estricte com la impossibilitat lògica. Tots els esdeveniments amb impossibilitat lògica són esdeveniments impossibles però al revés no és el cas.
```
Exemple 1: 
Quan llancem un dau i miram el resultat:
Que surti un nombre més gran que 6.
```

És al mateix temps lògicament impossible i un esdeveniment impossible. En canvi 
```
Exemple 2:
Quan llancem un dau, que la vora inferior esquerra del dau caigui sobre la taula exactament en un punt que es troba a 
una distància de 

  

    

      

        

          

            
2

          

        

      

    

    
{\displaystyle {\sqrt {2}}}

  

 metres d'un dels cantons de la taula i a 1,3 metres de l'altre.
```

No és lògicament impossible si la taula fa 2 x 3 metres, però és un esdeveniment impossible perquè hi ha infinits punts a la taula i la probabilitat que el dau caigui de forma que la seva vora quedi exactament en aquest punt és zero.